# Carlo Michelstaedter
Carlo Michelstaedter (Gorizia, 3 de junio de 1887 - Ibídem, 17 de octubre de 1910) fue un filósofo, pintor, dibujante y poeta italo-parlante austrohúngaro
Carlo Michelstaedter nació en Gorizia, ciudad situada hoy en la frontera italo-eslovena, que pertenecía al Imperio Austro-Húngaro. Michelstaedter era considerado, según los criterios de este último, italiano de nacionalidad y judío de confesión.
Además de una gran cantidad de dibujos, caricaturas y retratos, Michelstaedter deja una obra poética y algunos trabajos filosóficos. Estos últimos están formados por La persuasión y la retórica, los Anexos críticos y diálogos filosóficos cortos o inconclusos, excepto el Diálogo de la salud, así como una cantidad considerable de textos diversos que están reunidos bajo el título de Scritti vari en la edición de las obras completas del autor, publicada en 1958.
La perspectiva filosófica de Michelstaedter parece haberse formado de manera repentina y su vida breve no le permitió explorar alternativas. Para él, la vida ordinaria era ausencia de vida, estrecha y engañosa, tanto como el "dios del placer" que decepciona al ser humano al prometer placeres y resultados que no son reales. La retórica comprende la vida social, en la cual el hombre rebasa a la naturaleza y a sí mismo por su propio placer. Sólo viviendo en el presente como si cada momento fuese el último puede el hombre liberarse a sí mismo del miedo a la muerte y arribar así a lo que Michelstaedter llama "persuasión", es decir, auto-posesión. Resignarse y adaptarse uno mismo a la vida es, para él, la verdadera muerte.
Su pensamiento ha sido reconocido como precursor de Martin Heidegger en filosofía, de Ludwig Wittgenstein en la crítica del lenguaje y  de Jacques Derrida en hermenéutica.
Hay tres fases en el desarrollo de su filosofía. Entre 1905 y 1907 - sus años universitarios - el pensamiento de Michelstaedter se caracterizó por una influencia decadente, “dannunziana”, aunque con una atención constante a la relación entre el individuo y la sociedad, a todo lo social que impide la expresión de la singularidad del individuo. Desde finales de 1907 hasta 1908, Michelstaedter hizo una contribución clave en Europa al estudio de lo trágico como posible medio de rescatar un significado inmanente, un centro resistente a la “crisis de los cimientos” que había transformado la existencia. En 1908 Michelstaedter sumó su voz a las de Henrik Ibsen, Otto Weininger, Scipio Slataper y Giovanni Amendola en Italia, quienes recurrirían al “pensamiento trágico” como respuesta al abismo abierto por el nihilismo. En 1909, catalizado por la tarea de escribir una tesis universitaria sobre los conceptos de persuasión y retórica en las obras de Platón y Aristóteles, el pensamiento de Michelstaedter experimentó un cambio, que continuaría después de su regreso a Gorizia. Su análisis ahora buscaba brindar la posibilidad de resistir la fuerza abstractora que el consenso social ejercía sobre las formas de pensamiento tanto filosóficas como cotidianas. Está claro en sus escritos posteriores que entendió que todos los enfoques filosóficos deben analizarse en términos de cómo se abstraen (alienan) de sí mismos dentro de las estructuras de consenso social. Sobre esta base, llegó a entender la cultura como un comportamiento social más que como algo creado por el sujeto; esto allanó el camino para una serie de reflexiones sobre la relación entre epistemología y consenso ideológico que tendrían más en común con las ideas de Lukács en Historia y conciencia de clases.
El 5 de octubre de 1910, Michelstaedter envía a Florencia su tesis de filosofía sin los "anexos críticos", que terminará de redactar el 16 de octubre. El 17 de octubre se suicida dándose un tiro en la cabeza.